# Oospila atopochlora
Oospila atopochlora là một loài bướm đêm trong họ Geometridae.